# Юлій Фрідріх (герцог Вюртемберг-Вайльтінген)
Юлій Фрідріх Вюртемберг-Вайльтінгенський (нім. Julius Friedrich von Württemberg-Weiltingen; 3 червня 1588, Монбельяр — 25 квітня 1635, Страсбург) — перший герцог Вюртемберг-Вайльтінгенський (1617—1635). Засновник Юліанської лінії Вюртембергської династії.

## Біографія
Представник Вюртембергського дому. Третій син герцога Фрідріха Вюртембергського (1557—1608) і принцеси Сибілли Ангальтської (1564—1614). Він ріс разом зі своїми батьками, братами і сестрами в Монбельярі. Після того, як його батько Фрідріх зайняв герцогський престол в Вюртемберзі в 1593 році, Юлій Фрідріх жив у Штутгарті. Принц брав участь у військових операціях в Ельзасі та в Війні за Клевський спадок. Він багато подорожував, в тому числі відвідав Малу Азію, Мальту і Ефес, а в 1615 році побував в Лапландії.
28 травня 1617 року Юлій Фрідріх отримав у володіння Вайльтінген і Бренц-ан-дер-Бренц і частину Хайденхайма, а також щорічну допомогу в розмірі 15 000 гульденів. Він обрав Вайльтінген в якості своєї резиденції.
24 листопада 1617 року Юлій Фрідріх Вюртемберг-Вайльтінген був заручений з Ганною Сабіною Шлезвіг-Гольштейн-Зондербург (7 березня 1593 — 18 липня 1659), другою дочкою герцога Йоганна II Шлезвіг-Гольштейн-Зондербург (1545—1622) і Агнесси Гедвіги Ангальтської (1573—1616). Їх весілля відбулося 11 грудня 1618 року в Сеннерборгзі. Після укладення шлюбу подружжя деякий час жило в замку Бренц, а потім переїхало в Вайльтінген.
У 1631 році Юлій Фрідріх Вюртемберг-Вайльтінген очолив регентську рада при своєму племіннику, герцогу Еберхарду III Вюртемберзькому. У тому ж році він приєднався до Лейпцігського конвенту. Після безкровної Вишневої війни в тому ж році йому довелося покинути конвент за умовами Тюбінгенського миру. Коли шведський король Густав Адольф зі своєю армією вступив в Південну Німеччину, герцог Юлій Фрідріх відновив військові дії і зі своїми силами приєднався до шведів. Це призвело до суперечностей з Барбарою Софією Бранденбурзькою, матір'ю Еберхарда III. У 1633 році Юлій Фрідріх Вюртемберг-Вайльтінген змушений був відмовитися від регентства в Вюртемберзі. Після битви при Нердлінгені (1634) вся герцогська сім'я, в тому числі Юлій Фрідріх, втекла в Страсбург, де він і помер в наступному році.

## Родина
Дружина — Анна Сабіна Шлезвіг-Гольштейнська
Діти:
- Родерік (1618—1651), герцог Вюртемберг-Вайльтінген
- Юлія Феліціта (1619—1661), чоловік з 1640 року Йоганн X, герцог Шлезвіг-Гольштейн-Готторпський (1606—1655)
- Сільвій I Німрод (1622—1654), герцог Вюртемберг-Оелс, одружився в 1647 році на герцогині Єлизаветі Марії Мюнстерберг-Ельс (1625—1686)
- Флоріана Ернестіна (1623—1672), чоловік з 1657 року граф Фрідріх Карл Гогенлое-Пфедельбах (1623—1681)
- Фаустіна Маріанна (1624—1679)
- Манфред I (1626—1662), герцог Вюртемберг-Вайльтінген, одружений з 1652 року на графині Юліані Ольденбургській (1615—1691)
- Юлій (1627—1645)
- Матільда (1629—1656)
- Амадея Фредонія (1631—1633).